# شهرستان البی، میشیگان
شهرستان البی، میشیگان (به انگلیسی: Albee Township, Michigan) یک منطقهٔ مسکونی در ایالات متحده آمریکا است که در میشیگان واقع شده‌است.

## خصوصیات
شهرستان البی ۹۳٫۶ کیلومترمربع مساحت و ۲٬۳۳۸ نفر جمعیت دارد و ۱۷۸ متر بالاتر از سطح دریا واقع شده‌است.